# Dattinia
Dattinia är ett släkte av fjärilar. Dattinia ingår i familjen mott.

## Dottertaxa tillDattinia, i alfabetisk ordning[1]
- Dattinia achatina
- Dattinia affinis
- Dattinia albicornis
- Dattinia albidior
- Dattinia anceschii
- Dattinia atrisquamalis
- Dattinia aurora
- Dattinia baloutchistanalis
- Dattinia bella
- Dattinia benderalis
- Dattinia bertazzii
- Dattinia bolinalis
- Dattinia brandti
- Dattinia caidalis
- Dattinia canifusalis
- Dattinia chretieni
- Dattinia colchicaloides
- Dattinia concatenalis
- Dattinia conformalis
- Dattinia costinotalis
- Dattinia cribellalis
- Dattinia debskii
- Dattinia difformis
- Dattinia dureti
- Dattinia eremialis
- Dattinia eumictalis
- Dattinia faroulti
- Dattinia fasciatalis
- Dattinia fredi
- Dattinia fuscisectalis
- Dattinia grisealis
- Dattinia grisescens
- Dattinia guttosalis
- Dattinia hyrcanalis
- Dattinia inclinatalis
- Dattinia indistinctalis
- Dattinia infascialis
- Dattinia infulalis
- Dattinia ingrata
- Dattinia iranalis
- Dattinia jordanalis
- Dattinia kasbahella
- Dattinia kebilialis
- Dattinia keltalis
- Dattinia leonalis
- Dattinia leucogrammalis
- Dattinia leucographalis
- Dattinia lobalis
- Dattinia mavromoustakisi
- Dattinia mesopotamica
- Dattinia metasialis
- Dattinia mimicralis
- Dattinia muscosalis
- Dattinia mystica
- Dattinia natalensis
- Dattinia navattae
- Dattinia noctua
- Dattinia obscurior
- Dattinia ocelliferalis
- Dattinia opsima
- Dattinia orion
- Dattinia ornata
- Dattinia orphna
- Dattinia oxodontalis
- Dattinia pallidicarnea
- Dattinia pectinalis
- Dattinia peratalis
- Dattinia persicalis
- Dattinia persinualis
- Dattinia perstrigata
- Dattinia phaeagonalis
- Dattinia pineaui
- Dattinia povolnyi
- Dattinia predotae
- Dattinia proximalis
- Dattinia quadripunctata
- Dattinia rara
- Dattinia rectangula
- Dattinia robustalis
- Dattinia ronchettii
- Dattinia rosea
- Dattinia rubella
- Dattinia rufimarginalis
- Dattinia sanctalis
- Dattinia sardzealis
- Dattinia semirosealis
- Dattinia sinaica
- Dattinia staudingeralis
- Dattinia strictalis
- Dattinia strobilacalis
- Dattinia subargentalis
- Dattinia subochralis
- Dattinia syrtalis
- Dattinia syrticolalis
- Dattinia theopoldi
- Dattinia tithonus
- Dattinia turturalis
- Dattinia variabilis
- Dattinia wiltshirei
- Dattinia vulgaris